# Guerre sale
La « guerre sale » (espagnol : guerra sucia, portugais : guerra suja) est la répression d'État qui a lieu dans les années 1960, 1970 et 1980 en Amérique latine, d'abord en Argentine, au Brésil, et dans l'ensemble du Cône Sud dans les années 1970, puis en Amérique centrale.
En Argentine, la commission nationale sur la disparition de personnes (CONADEP), constituée par le président Raúl Alfonsín en 1983, après le retour de la démocratie, a compté près de 10 000 disparus (desaparecidos) dans le pays; d'autres études comptèrent trente mille disparus. Les « archives de la terreur », découvertes dans un commissariat au Paraguay en 1992 et qui concernent l'opération Condor menée par les dictatures du Cône Sud, comptent au total 50 000 personnes assassinées, 30 000 « disparus » et 400 000 personnes incarcérées.
Le Rapport Valech au Chili, rendu public en 2004, compte 30 000 personnes torturées pour le seul Chili pinochettiste. La justice argentine a parlé pour la première fois de « génocide » (bien que le mot soit mal appliqué) lors du procès de Miguel Etchecolatz, un membre notoire de la police métropolitaine de Buenos Aires, jugé pour crimes contre l'humanité en 2006. Trente ans après le coup d'État ayant amené les militaires au pouvoir en Argentine, ce procès a vu la disparition de Jorge Julio López, qui devait témoigner contre Etchecolatz. Jorge Julio López n'a toujours pas été retrouvé, tandis que les responsables éventuels de sa disparition n'ont pas été non plus identifiés. Beaucoup des partisans des anciens membres ou des parentés des anciens membres des mouvements qui appuyaient aux années 1970 la « révolution castriste » ou « castro-guévariste » soupçonnent de l'action des membres des forces de l'ordre, de l'armée ou des agences de renseignement.

## Le concept de la «guerre sale» et sa réfutation légale
L'expression a été contestée, notamment lors du procès de la junte argentine en 1983 en raison de sa teneur idéologique, qui prétend légitimer la terreur d'État comme moyen de s'attaquer à la subversion communiste. Le terme est resté et est souvent utilisé[réf. nécessaire] pour désigner, en référence à cette période, tout ce qui se réfère à un programme de terrorisme d'État en réponse à une dissidence perçue comme un danger pour le peuple et le gouvernement. Ce type de « guerre », qui fait appel principalement à des opérations de « police », inclut typiquement une répression violente (enlèvements, tortures, assassinats, disparitions forcées, etc.) à l'égard des civils qui rangées dans les guérillas urbaines et suburbaines, y compris les femmes si c'était le cas.
Les juges argentins ont rejeté le concept de « guerre sale », car il repose sur le postulat que le pays était sous une menace révolutionnaire justifiant tous les moyens possibles pour l'éradiquer, notamment au nom de la dite « doctrine de sécurité nationale » élaborée contre l'expansion du communisme dans le cadre de la guerre froide. Or les magistrats ont retenu qu'il n'y avait pas de telle menace ; que les diverses guérillas ne représentaient pas réellement une menace pour l'État, qu'elles n'étaient pas soutenues par un État extérieur (voir Cuba et l'OLAS, Organisation Latino-américaine de Solidarité)), et qu'on ne pouvait donc parler de véritable insurrection justifiant l'illégalité des moyens employés par les divers États et services de sécurité argentins. De ce fait, on ne peut, à proprement parler (c'est-à-dire sur le plan juridique, et selon ce tribunal), évoquer une « guerre », mais bien une répression étatique menée par des moyens illégaux.
La Cour a, en outre, insisté sur les nombreux vols de droit commun commis par les services de sécurité à l'encontre des victimes de cette soi-disant guerre. De nombreux actes de torture, de viol, ainsi que de vol de bébés ont été répertoriés. Enfin, près de la moitié des victimes argentines de la répression d'État étaient de simples syndicalistes, voire des prêtres proches des associations des droits de l'homme, comme dans le cas des nonnes françaises Léonie Duquet et Alice Domon, qui travaillaient aux côtés des Mères de la place de Mai, ou de simples touristes, comme Boris Weisfeiler, mathématicien russe, juif dissident naturalisé américain, qui disparut au Chili aux abords de la Colonia Dignidad de Paul Schäfer. On peut encore citer ce couple d'Uruguayens, proches du Frente Amplio (centre-gauche), exilés en Argentine après le coup d’État de juin 1973 et devenus fleuristes dans ce pays, dont les restes ont été récemment identifiés par l'Équipe argentine d'anthropologie légale qui, du début de ses travaux en 1985 jusqu'à fin 2009, a exhumé les corps de 600 desaparecidos en Argentine, réussissant à en identifier 42; ou encore la centaine de journalistes « disparus » ou/et assassinés par les militaires argentins.
La « guerre sale » désigne ainsi une répression d’État violente, exercée par des dictatures militaires par des moyens illégaux et anti-démocratiques, dans le contexte international de la guerre froide, et dans le contexte régional de conflits sociaux exacerbés, menant notamment à l’arrivée au pouvoir de Salvador Allende au Chili, mais aussi du président bolivien Juan José Torres (assassiné à Buenos Aires en 1976), ou encore de la mise en place du Front large en Uruguay. L’historien argentin Hugo Moreno, exilé en France, recense pas moins de 600 conflits sociaux, grèves et occupations d'usines lors des premiers mois du gouvernement du péroniste de gauche, Héctor Cámpora, de mai à juin 1973.

## L'opération Condor
L'une des spécificités de la terreur d'État des années 1970 a été la coordination des services secrets des dictatures militaires de droite de l'Argentine, du Chili (sous Augusto Pinochet), de la Bolivie (sous Hugo Banzer Suárez), du Brésil (sous Ernesto Geisel, João Baptista de Oliveira Figueiredo), du Paraguay (sous Alfredo Stroessner) et de l'Uruguay (sous Juan María Bordaberry) au sein de l'Opération Condor. Les États-Unis fournissaient une base d'information au Panama[réf. souhaitée]. Jusqu'à sa mort, Henry Kissinger était ainsi dans l'impossibilité de voyager au Brésil, où il risquait l'arrestation, en raison du rôle prêté à la Maison Blanche dans le soutien aux dictatures, sous la présidence de Richard Nixon en particulier.

## Le coup d'État de 1964 au Brésil
Au Brésil, la dictature militaire s'instaure avec le coup d'État de 1964 mené par le maréchal Castelo Branco contre le président Joao Goulart. L'Acte institutionnel no 5 suspend la Constitution, dissout le Congrès et abroge les libertés individuelles, tandis qu'un code de procédure pénale militaire autorise l'armée et la police à arrêter, puis à emprisonner, hors de tout contrôle judiciaire, tout « suspect ». Selon la journaliste Marie-Monique Robin, l'implémentation de ces décrets résulte, entre autres, de l'influence du « modèle » de la bataille d'Alger (1957) sur les militaires, lorsque les pleins pouvoirs ont été accordés aux militaires français et les forces de police soumises à l'armée, qui s'est accordée le rôle de poursuivre les missions de police, en dehors de tout contrôle judiciaire. Les années de plomb au Brésil s'étendent de 1968 à 1974, Brasilia participant ensuite à l'opération Condor.
En octobre 1969, le général Garrastazú Médici remplace Costa e Silva et intensifie la « guerre sale » contre la population civile. Il lance, dans le plus grand secret, une campagne anti-insurrectionnelle dans la région de Goias, qui mobilise quelque 5 000 soldats pour 69 guérilleros, dont José Genoíno, détenu en 1972 (qui deviendra par la suite président du Partido dos Trabalhadores (PT) dans les années 1980), et une quinzaine de paysans qui rejoignirent le mouvement. En novembre 1969, Carlos Marighella, fondateur en 1968 de l’Ação Libertadora Nacional (ALN), guérilla qui lutte contre la dictature, est assassiné par un escadron de la mort lors d'une embuscade montée par le commissaire Sergio Fleury.
Au lendemain du coup d'État du 11 septembre 1973 au Chili, des militaires brésiliens seront envoyés à Santiago. L'ambassadeur brésilien Câmara Canto conseille les généraux putschistes, tandis que le général Orlando Geisel, ministre de la Guerre de la junte de Brasilia, envoie par avion, dès le 11 septembre au matin, des officiers de renseignement et agents de la police fédérale, que l'on retrouve le soir même dans les stades de Santiago où sont détenus les premières victimes du coup d'État.
La coopération entre le Chili et le Brésil continue par la suite. Manuel Contreras, le premier chef de la DINA (la police politique de Pinochet), déclarera à la journaliste Marie-Monique Robin avoir envoyé « tous les deux mois (…) des contingents de la DINA », au Centre d'instruction de la guerre dans la jungle de Manaus, « pour qu'il [ Paul Aussaresses ] les entraîne » : « Il fut aussi l'instructeur d'officiers brésiliens. Il travaillait surtout à l'École de renseignement de Brasilia, mais il allait régulièrement à Manaus ».
Contrairement aux autres pays du Cône Sud, il n'y a toujours eu aucun procès contre des responsables de violations des droits de l'homme sous la dictature, en raison de la loi d'amnistie de 1979. On estime à environ 400 le nombre de victimes (morts et « disparus ») de la dictature .

## En Uruguay
En Uruguay, la guerre sale commence dès les gouvernements constitutionnels de Jorge Pacheco Areco, qui proclame des mesures d'exception continuellement réitérées (les medidas prontas de seguridad (es)) à partir de juin 1968, alors que le pays est sous l'effervescence de conflits sociaux provoqués à la fois par la crise économique importante (hyperinflation, etc.), et l'influence du mai 68 parisien. Ainsi, des escadrons de la mort (dont l'Escadron de la mort proprement dit, la Juventud Uruguaya de Pie, etc.) agissent alors, organisant des attentats et des assassinats contre les personnes liées à la coalition de gauche du Front large, qui se présentait aux élections générales de 1971. Les tensions augmentent, avec la présence de la guérilla des Tupamaros, culminant dans le coup d'Etat de juin 1973 qui mène les militaires à prendre le contrôle complet du pays, et établissent le triste record mondial du nombre de prisonniers politiques.

## En Argentine

### Le retour de Perón
Ce vif mouvement social des années 1960-70 (qui trouve des échos à l'échelle internationale) a été brisé par la force. En Argentine, le massacre de Trelew, en août 1972, sous la dictature de la « Révolution argentine », signale l'émergence des assassinats de groupe en tant que technique du terrorisme d'État. Selon certains témoignages récents, l'armée américaine, en particulier des unités de Rangers, auraient entraîné en 1967, un an après le coup d'État ayant instauré la dictature de la Révolution argentine, des militaires argentins à l'usage de la torture (dont celle de la gégène et de plusieurs techniques d'asphyxie) .
Après les élections de mars 1973 mettant fin à la « Révolution argentine » et le retour du général Perón en juin 1973, le massacre d'Ezeiza du 20 juin marque la scission entre les péronistes de gauche (Montoneros, Forces armées révolutionnaires, Forces armées péronistes, et les diverses organisations de la Jeunesse péroniste) et la bureaucratie syndicale de droite (José Ignacio Rucci, Lorenzo Miguel (es), etc.) ainsi que l'extrême droite, dont toute une partie soutient alors Perón - et que Perón soutient. José Lopez Rega, ministre de la Santé sous le gouvernement Campora (mai-juillet 1973), Raúl Alberto Lastiri, Juan Perón (1973-1974), puis Isabel Perón (1974-1976), et secrétaire particulier de ces deux derniers, met alors en place la Triple A (Alliance Anticommuniste Argentine), un escadron de la mort qui fit plus de 1 500 victimes. De même, à Mar del Plata, ville où la Concentración Nacional Universitaria (CNU), un groupe péroniste d'extrême-droite, eut une influence importante, dès 1974 les organisations de gauche sont en recul, tandis qu'à partir de 1975 se met en place la tactique des enlèvements de nuit, sans interférence de la police, modalité qui fut par la suite généralisée par les escadrons de la mort.
La répression d'État commence donc avant le coup d'État de mars 1976 qui mène la junte militaire au pouvoir et déloge Isabel Perón, troisième femme du général. La Triple A échoue, le 21 novembre 1973, à assassiner le sénateur Hipólito Solari Yrigoyen par le biais d'une voiture piégée. En 1974, elle assassine le jésuite Carlos Mugica, un ami de Mario Firmenich, membre des Montoneros, une organisation péroniste de gauche, catholique et nationaliste. Elle vise aussi Silvio Frondizi, recteur de l'Université de Buenos Aires et frère de l'ancien président Arturo Frondizi, etc. Leurs menaces de mort poussent à l'exil de nombreux artistes et autres intellectuels, tels que Manuel Sadosky, Luis Brandoni, Nacha Guevara, etc. Une estimation souvent avancée, à propos de la Triple A, compte 220 attaques terroristes de juillet à septembre 1974, qui font 60 morts et 44 blessés graves, ainsi que 20 enlèvements.
D'autre part, la guerre civile larvée entre l'extrême-droite péroniste et la « Tendance révolutionnaire » du péronisme, représentée par l'organisation de masse de la Jeunesse péroniste, qui devient la « quatrième branche » du Parti justicialiste en 1972, a commencé sous la dictature de la « Révolution argentine ». Dès 1971, par exemple, l'étudiante Silvia Filler était assassinée à Mar del Plata par un groupe d'extrême-droite.
Opposés à la mainmise de l'extrême-droite sur le Parti justicialiste, certains péronistes fondèrent alors, en mars 1974, le Parti péroniste authentique, présidé par Oscar Bidegain, gouverneur de la province de Buenos Aires de 1973 à 1974. D'autres personnalités, telles que Ricardo Obregón Cano (es), gouverneur de la province de Cordoba de 1973 à 1974, et proche d'Hector Campora, ou encore Miguel Bonasso (es) (aujourd'hui député) ou le poète Juan Gelman, furent membre de ce parti, qui disparut en 1977: la plupart de ses membres étaient alors en exil, et participèrent à la fondation, à Rome, du Movimiento Peronista Montonero.
En outre, le gouvernement d'Isabel Perón passe en février 1975 l'ordre d'éliminer par tous les moyens le foco créé par la guérilla guévariste ERP au nord-ouest de l'Argentine dans la province misérable de Tucuman. Le général Acdel Vilas, chargé de l'opération, met alors en place un système de contre-insurrection s'inspirant en tous points de la bataille d'Alger : quadrillage, pouvoir remis aux militaires qui établissent l'état d'urgence, torture systématique des opposants visant à briser le moral de la population et à casser tout soutien vis-à-vis de la guérilla (réponse exacte à la théorie maoïste de la guerre révolutionnaire), etc.
En mars 1975, le gouvernement d'Isabel Perón organise un raid à Santa Fe qui mobilise 4 000 membres des forces de sécurité, police et armée. Cent cinquante militants et dirigeants syndicaux sont arrêtés
En qualité de président par intérim (Isabel Perón étant pour une courte durée indisposée), Italo Luder signe en juillet 1975 les décrets dits d'« annihilation », qui étendent à tout le pays le régime auquel était déjà soumis la province de Tucuman. Bien que le coup d'État n'ait eu lieu qu'un an après, la répression d'État est déjà bien entamée. C'est en raison de ces décrets qu'Isabel Perón a été arrêtée en janvier 2007 en Espagne et extradée en Argentine pour y être jugée, tandis que Rodolfo Almiron, autre chef de la Triple A, a aussi été arrêté en Espagne et extradé fin 2006. Rodolfo Almiron avait été par la suite chef personnel de la sécurité du ministre franquiste Manuel Fraga, ministre de l'Intérieur lors de la transition démocratique espagnole et aujourd'hui président de la Galice. Almiron est soupçonné d'avoir participé, aux côtés du terroriste italien Stefano Delle Chiaie, ayant participé activement à la « stratégie de la tension » dans la péninsule italienne, au massacre de Montejurra en Espagne lors de la transition démocratique.
Ainsi, lorsque les militaires s'emparent du pouvoir un an plus tard, la guérilla de l'ERP est déjà complètement démantelée, de même que les Montoneros, qui, malgré des attaques venant de la Triple A et des critiques du général Perón lui-même, dès le lendemain du massacre d'Ezeiza, qui dénonce ces « idéalistes imberbes » (bien qu'ils les avaient soutenus lors de son exil en Espagne franquiste), attendront néanmoins la mort du général pour passer à l'action (à l'exception notable du péroniste de droite, José Ignacio Rucci, qui dirige les syndicats et a aussi fait partie des membres créateurs de la Triple A). En mars 1976, toute prétendue « subversion » n'est donc déjà plus que le fruit de l'imagination des secteurs de l'extrême droite, présent aussi bien dans l'armée que dans l'Église (avec par exemple l'archevêque de La Plata Antonio José Plaza ou l'aumônier de la police de la province de Buenos Aires Christian von Wernich, condamné en 2007 à la perpétuité pour meurtres, tortures et enlèvements  ; voir aussi la controverse au sujet du Cardinal Jorge Bergoglio, accusé d'avoir participé à l'enlèvement de deux jésuites en 1976, ou le rôle obscur du cardinal Antonio Caggiano, archevêque de Buenos Aires de 1959 à 1975 et initiateur des cours de contre-insurrection à l'ESMA. Caggiano a écrit le prologue au Marxisme-Léninisme, ouvrage de Jean Ousset, secrétaire particulier de Charles Maurras et fondateur de la Cité catholique, organisation intégriste qui regroupa de nombreux anciens de l'OAS. Selon le journaliste Horacio Verbitsky, célèbre pour avoir recueilli les aveux de Adolfo Scilingo, Jean Ousset aurait été le créateur du concept de « subversion », désignant un ennemi essentiel qui ne se définit pas par ses actes, mais par son existence même - Verbitsky ne met pourtant pas ce concept en relation avec la doctrine de Carl Schmitt définissant le critère de la politique comme distinction de l'« ami » et de l'« ennemi », c'est-à-dire, en dernière instance, la guerre).

### Le coup d’État de mars 1976
En 1975, la présidente Isabel Martínez de Perón, sous la pression de l'état-major, nomme Jorge Rafael Videla commandant en chef de l'armée argentine. Il fut un des dirigeants militaires du coup d'État qui l'obligea à démissionner le 24 mars 1976. À sa place fut érigée une junte militaire qui était contrôlée par l'amiral Emilio Eduardo Massera, le général Orlando Agosti et Videla lui-même. Roberto Eduardo Viola, Leopoldo Galtieri et dans une moindre mesure Reynaldo Bignone en feront aussi partie, le chef d'État variant au fil des années.
La junte prétendit mettre en œuvre un « Processus de réorganisation national », autre euphémisme désignant le massacre des opposants et des civils. La répression avait cependant commencé avant : Hipólito Solari Yrigoyen (es), le sénateur victime de deux tentatives d'assassinat de la Triple A, rappelle qu'avant le 24 mars 1976 « il y avait déjà 900 disparus », sans compter les innombrables prisonniers politiques, « presque tous péronistes » et « pas nécessairement Montoneros ». Pour Yrigoyen, José López Rega tirait déjà les ficelles, Isabel Peron ayant été, selon lui, trop faible pour savoir ce qui se tramait réellement.
Le 22 juin 1976, le HCR lance un appel demandant que des visas soient accordés pour permettre aux réfugiés de quitter l'Argentine, la junte s'opposant à l'exil des opposants. Dès 1977, la Commission argentine des droits de l'homme (CADHU), à laquelle appartenait notamment l'avocat Rodolfo Mattarollo (es), exilé à Paris et qui travaillera à l'OFPRA, dénonce les crimes de la dictature, dans un rapport intitulé Argentina: proceso al genocidio, cité par El País au moment même de sa parution et dédié à quatre membres de la Commission assassinés par la dictature. La même année, la disparition des nonnes Léonie Duquet et Alice Domon, arrêtées en même temps que trois fondatrices des Mères de la place de Mai (Azucena Villaflor, Esther Ballestrino de Careaga et Maria Ponce de Bianco), une association protestant contre la disparition de leurs enfants arrêtés par la dictature, cause des remous à l’étranger.
La CONADEP établie par le président Raúl Alfonsín lors de la transition démocratique a pu compter, en nommant chaque cas, environ 10 000 disparus. Mais la nature même du crime de disparition rend de tels recensements extrêmement difficiles ; sans compter que nombre de victimes, particulièrement en province, n’osent pas se présenter dans des commissariats alors que la quasi-totalité des fonctionnaires ayant travaillé sous la dictature sont encore en place. Dans certains cas, des militaires étaient au pouvoir (ainsi le général Antonio Domingo Bussi, gouverneur de Tucumán de 1995 à 1999, condamné pour crimes contre l’humanité en 2008).
Le même problème a eu lieu au Chili avec les deux Commissions de réconciliation, dont la dernière qui aboutit au Rapport Valech en 2004. De même, comme au Guatemala, ou en Espagne pour les victimes de la guerre civile de 1936-1939, des équipes d'anthropologues-légistes expertes s'essaient à identifier les corps, un travail de longue haleine. Aussi, mis à part le recensement, cas par cas, établi par la CONADEP, les estimations des associations des droits de l'homme comptent plutôt 30 000 disparus en Argentine - sans compter les nombreux exilés. Selon des documents de l'ambassade des États-Unis, l'Argentine faisait savoir à la DINA chilienne, en 1978, que le nombre de victimes s'élevait déjà à 22 000. La torture a été systématisée dans les 500 centres clandestins de détention tels que l'ESMA à Buenos Aires.

### Les disparitions forcées et les bébés volés
La junte généralisa la méthode des disparitions forcées, séquestrant opposants, syndicalistes et membres des familles, y compris de nombreux mineurs. On[Qui ?] estime à 30 000 le nombre de desaparecidos (disparus) en Argentine, qui étaient torturés dans des centres de détention clandestins après avoir été enlevés (presque toujours par des agents d'équipes militaires et policières spéciales, les Grupos de Tareas, GT, à bord de Ford Falcons qui devinrent vite des symboles de la répression), avant d'être jetés en mer, drogués, à bord d'hélicoptères (les « vols de la mort »). La journaliste Marie-Monique Robin a montré que cette technique dérivait directement de celle employée lors de la bataille d'Alger, les dites « Crevettes Bigeard », la France ayant un accord de coopération militaire secret avec l'Argentine de 1959 à 1981.
Par ailleurs, près de 500 bébés des desaparecidas ont été placées dans des familles de militaires et de policiers, dont la petite-nièce du poète Juan Gelman, donnée à des policiers uruguayens, cela dans un objectif de purification idéologique de la population (les enfants ignorant leur statut d'enfant adopté, et étant élevés par des personnes proches de l'idéologie d'extrême-droite de la junte). Paris avait probablement connaissance de ces agissements, puisque l'ambassadeur français serait intervenu en au moins une occasion pour rendre deux enfants (3 ans et 6 mois) d'une Française assassinée, Françoise Dauthier, à ses grands-parents,.
Le capitaine Adolfo Francisco Scilingo, condamné en avril 2005 par la justice espagnole à la prison à vie pour crimes contre l'humanité, déclarait :
« En 1977, j'étais lieutenant de vaisseau affecté à l'ESMA. J'ai participé à deux transferts aériens de subversifs (sic). On leur annonçait qu'ils allaient être transportés dans une prison du sud du pays et que, pour éviter les maladies contagieuses, ils devaient être vaccinés. En fait, on leur injectait un anesthésique à l'Esma puis une deuxième dose dans l'avion, d'où ils étaient jetés à la mer en plein vol. Il y avait des transferts chaque mercredi. » »
— Adolfo Francisco Scilingo

### L'opération Charly ou l'internationalisation de la «méthode argentine»
Avec l'élection du démocrate Jimmy Carter en 1977 à la présidence des États-Unis, un coup d'arrêt fut mis aux opérations spéciales de la CIA. Ce sont alors les services secrets argentins, qui avaient déjà participé au plan Condor, qui prirent le relais, en se posant en défenseurs du « monde libre » contre le communisme. De 1977 à 1984, l'armée argentine exporta ainsi les méthodes de contre-insurrection (torture, disparitions forcées, etc.), qu'elle avait elle-même apprise de l'armée française, dans toute l'Amérique latine. Ainsi, des forces d'unité spéciales, telles que le bataillon d'Intelligence 601, dirigé en 1979 par le colonel Jorge Alberto Muzzio, ont entraîné la contre-guérilla des Contras au Nicaragua dans les années 1980, en particulier dans la base de Lepaterique. L'Opération Charly était dirigée par le Général Carlos Alberto Martínez, à la tête du SIDE et l'homme de Videla dans les services secrets, avec les généraux Viola et Valín.
Avec les secteurs les plus réactionnaires américains, les généraux argentins ont prétendu que Washington avait abandonné la lutte anti-communiste. Ils participèrent alors activement aux « sales guerres » au Guatemala, au Honduras, au Salvador, et au Nicaragua. Les services argentins ont alors créé des services secrets à l'intérieur des services secrets alliés, afin de transférer les 19 millions de dollars fournis par la CIA.
Les Argentins participèrent ainsi au coup d'État en Bolivie de 1980 de Luis García Meza, avec l'aide de mercenaires tels que le terroriste néo-fasciste italien Stefano Delle Chiaie et Klaus Barbie, le « boucher de Lyon » pendant l'Occupation,.
Jimmy Carter autorisa ensuite, fin octobre 1980, la création d'un programme secret de la CIA de soutien à l'opposition des Contras au gouvernement sandiniste, envoyant un million de dollars. La CIA collabora alors avec le bataillon d'Intelligence 601, qui avait une base en Floride. Au milieu des années 1980, l'ex-directeur adjoint de la CIA Vernon Walters et le chef des Contras Francisco Aguirre ont rencontré les généraux argentins Viola, Davico et Valin afin de coordonner les actions en Amérique centrale. Après l'accession de Ronald Reagan à la présidence en 1981, l'armée argentine se mit aux ordres de Washington, qui intensifia les actions, notamment au Nicaragua.

### L'amnistie
Le président Raúl Alfonsin, qui initia la transition démocratique en Argentine, mis d'abord sur pied une Commission de vérité et de réconciliation (la CONADEP), présidée par l'écrivain Ernesto Sábato. Il organisa ensuite le « Procès de la junte », en 1983 (Juicio a las Juntas), qui jugea Videla et les principaux responsables de la dictature, ainsi que des membres des Montoneros, dont Mario Firmenich, et Enrique Gorriarán Merlo, membre de l'ERP. La « théorie des deux démons » était alors en vigueur, et prétendait mettre sur le même plan le terrorisme d'État et les guérilleros. Pourtant, lors du Procès de la junte, les juges démontreront qu'il n'y avait pas d'état de guerre (ni même de guerre civile), que la guérilla ne représentait pas une réelle menace pour l'État argentin, et que dès lors l'expression même de « sale guerre », utilisée par la junte pour légitimer la terreur d'État, n'était pas fondée.
En 1986 et en 1987, sous la présidence de Raúl Alfonsin, furent adoptées les lois dites « du Point final » et « du Devoir d'obéissance », qui assuraient l'impunité des militaires ayant participé à la « sale guerre » durant la dictature argentine (1976-1983). Ces lois donnent 60 jours aux victimes pour déposer leurs plaintes ; passé ce délai, elles seront irrecevables. Pourtant, l'extrême droite, bien présente encore au sein de l'armée, ne supporte même pas cette condition. En 1987, 1988 et 1989, elle se soulève par trois fois, manquant d'emporter l'Argentine dans un nouveau coup d'État et une nouvelle dictature : c'est la rébellion des Carapintadas. À la suite de celles-ci, qui culminent en 1989 avec le massacre de la Tablada, lorsque Enrique Gorriaran, au nom du Movimiento Todos Por la Patria (MTP), dirige une attaque contre un régiment militaire qu'il affirmera par la suite avoir soupçonné de préparer un coup d'État pour les jours suivants. L'armée argentine écrase les insurgés qui prétendent agir au nom de la Constitution, en utilisant notamment l'arme chimique du phosphore blanc, en violation des Conventions de Genève,. Les insurgés seront condamnés à perpétuité, avant d'être gracié deux jours avant l'arrivée au pouvoir, en 2003, de Néstor Kirchner, péroniste de gauche victime de la dictature. En raison de cette opposition de l'armée, le président Carlos Menem amnistia par décrets des centaines d'autres militaires, dont des généraux, en 1990. Jusqu'à l'arrivée au pouvoir de Kirchner, aucune poursuite n'était donc possible.

### Les poursuites judiciaires

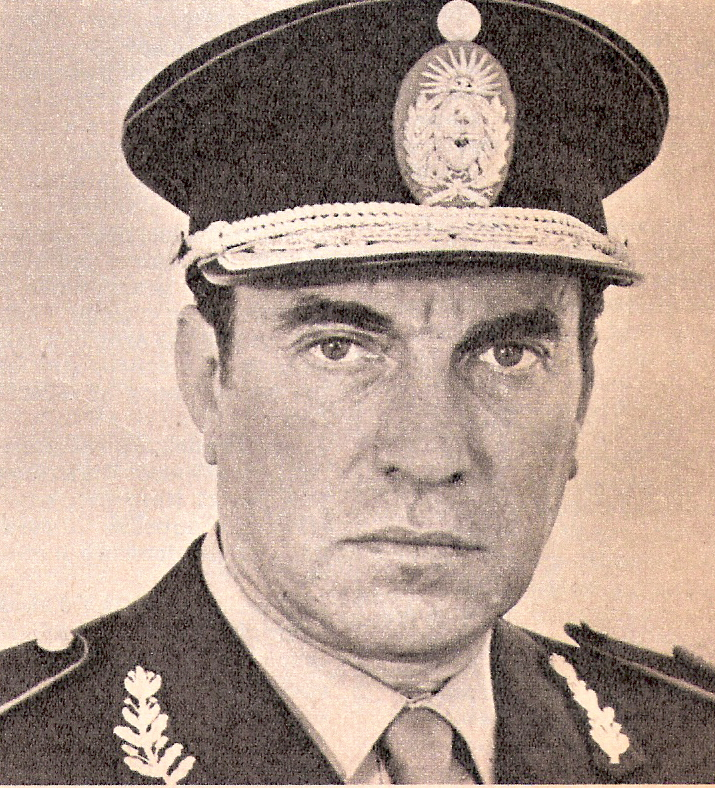
Le général et gouverneur de Tucumán Antonio Domingo Bussi, condamné à la peine perpétuelle pour crimes contre l’humanité en août 2008, peine modifiée en surveillance à domicile.

Malgré la mobilisation, dès les années de la dictature, des Mères de la place de Mai, les militaires argentins échapperont ainsi à toutes poursuites, jusqu’en 2005, date à laquelle la Cour constitutionnelle argentine déclare anti-constitutionnelle les lois d’amnistie passées sous Menem. L’inculpation d’Augusto Pinochet par l’Espagne, en 1998, puis l’arrivée au pouvoir de Nestor Kirchner, qui abrogea en juillet 2003 certains décrets d'amnistie, soumettant la non-extradition des militaires argentins requise par le magistrat espagnol Baltasar Garzón à leur inculpation en Argentine, ne fut pas étrangère à ce revirement. Une soixantaine de personnes ont ainsi été condamnées, depuis 2005, pour violation des droits de l'homme (contre 277 au Chili) , le premier étant Miguel Etchecolatz, main droite du général Ramón Camps, responsable de la Police de la province de Buenos Aires, qui avait déjà été inculpé et amnistié dans les années 1980, l'amnistie n'ayant toutefois pas couvert le « vol de bébés ». Sa condamnation à la prison perpétuelle, en 2006, s'est accompagnée de la « disparition » choquante du témoin principal, Jorge Julio López, qui n'a à ce jour toujours pas été retrouvé.
En avril 2008, le premier procès intenté par l'enfant clandestinement adopté d'un couple lié au pouvoir a eu lieu, les faux parents de María Eugenia Sampallo Barragán ayant écopé de 7 et 8 ans de prison et le militaire leur ayant donné le bébé de 10 ans ,.
En décembre 2008, la présidente Cristina Kirchner se déclare scandalisée par la décision de la Chambre nationale de cassation pénale qui avait ordonné la libération de 21 militaires accusés de crimes contre l'humanité, dont le général Díaz Bessone , Jorge Acosta et le capitaine Alfredo Astiz, au motif que la détention provisoire avait excédé une durée de trois ans. Ce faisant, elle rejoignait le sentiment des organisations de défense des droits de l'homme. Finalement, le secrétaire aux droits de l'homme Eduardo Luis Duhalde a sollicité le Conseil de la magistrature pour qu'il initie une procédure de destitution des magistrats ayant voté cet arrêt (en particulier de Guillermo Yacobucci et de Luis García), tandis que le procureur Raúl Pleé faisait un appel suspensif de la décision . La décision judiciaire ne couvre de toute façon pas l'ensemble des affaires concernant les militaires, qui demeurent donc en détention .

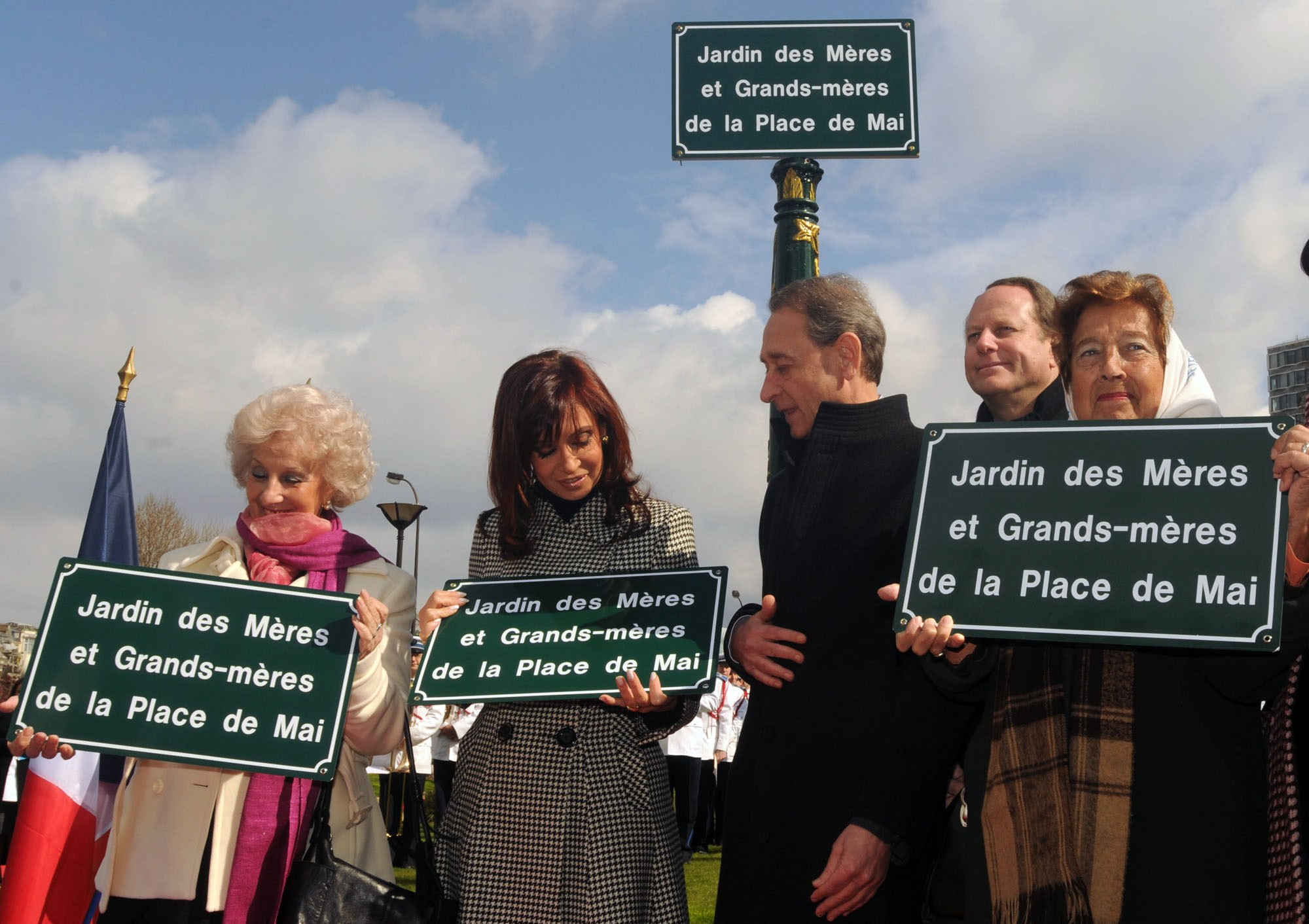
Inauguration du Jardin des Mères et Grands-mères de la place de Mai à Paris (XVe arrondissement, angle rue Balard et quai André Citroën), le 7 avril 2008. De gauche à droite : la présidente des Grands-mères de la place de Mai, Estela Barnes de Carlotto, la présidente Cristina Kirchner, le maire de Paris, Bertrand Delanoë, et le maire du XVe Philippe Goujon.

Début janvier 2010, Cristina Kirchner a signé le décret no 4-2010 avec les ministres Julio Alak (Justice) et Nilda Garré (Défense) qui déclassifie l'ensemble des archives entre 1976 et 1983 (à l'exception de ceux concernant la guerre des Malouines et tout conflit interétatique), permettant leur utilisation par les magistrats; le décret pourrait couvrir des violations des droits de l'homme commises par la suite, et, peut-être, avant .
Adolfo Scilingo avait auparavant été jugé et condamné pour crimes contre l'humanité en Espagne - le juge Baltasar Garzón, le même qui avait inculpé Pinochet à Londres en 1998, étant chargé de l'affaire. Plusieurs hauts militaires ont depuis été condamnés pour crimes contre l'humanité, dont le général Antonio Domingo Bussi en août 2008 (qui purge sa peine à domicile), le général Santiago Omar Riveros, responsable du centre clandestin de détention de Campo de Mayo, condamné à la prison perpétuelle pour crimes contre l'humanité en août 2009, ou le général Luciano Benjamín Menéndez, commandant du 3e Corps de l'Armée de 1975 à 1979, basé à Córdoba, et condamné en 2008 à la prison perpétuelle pour la disparition forcée de trois militants du Parti révolutionnaire des travailleurs (PRT) à La Perla, et re-condamné (pour la troisième fois), en décembre 2009.
L’amiral argentin Luis Maria Mendia, idéologue des « vols de la mort », a demandé en janvier 2007, lors de son procès, en Argentine, pour crimes contre l’humanité, la présence de Valéry Giscard d’Estaing, ainsi que de l’ancien Premier ministre Pierre Messmer, de l’ex-ambassadrice à Buenos Aires Françoise de la Gosse et de tous les officiels en place à l’ambassade de Buenos Aires entre 1976 et 1983, de comparaître devant la cour en tant que témoins. Tout comme Alfredo Astiz, l’« ange de la mort », avant lui, Luis Maria Mendia a en effet fait appel au documentaire de la journaliste Marie-Monique Robin, Escadrons de la mort, l'école française, qui montrait comment la France (et notamment des anciens de la guerre d’Algérie), par un accord secret militaire en vigueur de 1959 à 1981, avait entraîné les militaires argentins. Ils ont par ailleurs aussi demandé la présence d'Isabel Peron (arrêtée début 2007), Italo Luder, Carlos Ruckauf et Antonio Cafiero. Luis Maria Mendia a accusé un ancien agent français, Bertrand de Perseval, membre de l'OAS, d'avoir participé à l'enlèvement des nonnes Léonie Duquet et Alice Domon. Celui-ci, réfugié en Thaïlande, a nié les faits, tout en admettant avoir fui en Argentine après les accords d'Évian de mars 1962,,.
Le Tribunal fédéral suprême du Brésil a accordé, le 6 août 2009, l'extradition du colonel uruguayen Manuel Cordero vers l'Argentine, où celui-ci a été inculpé dans le cadre d'une enquête conduite par le magistrat Norberto Oyarbide relative à l'opération Condor . Cordero est notamment inculpé de la disparition forcée de Washington Cram, Alberto Mechoso, León Duarte, Ruben Prieto, Ary Cabrera, Adalberto Soba, Hugo Méndez, Francisco Candia, María Islas Gatti de Zaffaroni et Jorge Zaffaroni (un couple séquestré en Argentine le 29 septembre 1976 par le bataillon 601, soupçonnés d'être des Tupamaros, et délivrés à l'OCOA uruguayenne ) et María Claudia García de Gelman, la belle-fille du poète Juan Gelman . Cette décision judiciaire brésilienne constituerait un précédent important, en déclarant le crime de disparition forcée imprescriptible, ce qui permettrait une nouvelle mise en examen des colonels brésiliens Carlos Alberto Brilhante Ustra, condamné en 2008 pour torture, et d'Audir Santos Maciel, tous deux membres de la police politique DOI-CODI (pt) .
Par ailleurs, début janvier 2010, l'ex-pilote militaire Julio Alberto Poch, détenu en Espagne, accepta d'être extradé pour répondre des accusations l'impliquant dans les « vols de la mort », dans lesquels il nie avoir eu toute participation.

## En Amérique centrale
La guerre sale a aussi touché l'Amérique centrale :
- guerre civile au Guatemala, sous la direction du général Efraín Ríos Montt ;
- au Salvador où les escadrons de la mort sont entraînés par l'armée argentine - environ 50 000 victimes dans cette guerre civile ;
- au Nicaragua où les Contras, entraînés par les Argentins et la CIA, s'attaquent aux Front sandiniste de libération nationale ;
- au Panama sous les années de dictature d'Omar Torrijos puis de Manuel Noriega.

### Filmographie
- État de siège, film de Costa-Gavras sorti en 1972, évoque la guerre sale qui sévissait alors dans le continent sud-américain, à travers l'enlèvement en Uruguay par un groupuscule d'extrême-gauche d'un agent de la CIA chargé de former des escadrons de la mort.
- Buenos Aires 1977 (Crónica de una fuga), film réalisé par Adrián Caetano, inspiré de faits réels, sorti en 2007.
- L'Histoire officielle (1985), film de Luis Puenzo, avec Norma Aleandro et Hector Alterio, sur les vols de bébés.
- Le Bouton de nacre (2015), film réalisé par Patricio Guzmán, évoquant les « disparus » des années de plomb chiliennes.